# George McManus
George McManus (St. Louis, 23 de janeiro de 1884 — Santa Mônica, 22 de outubro de 1954) foi um cartunista estadunidense, mais conhecido por ser o criador dos personagens Maggie e Jiggs, da tira cômica Bringing Up Father (no Brasil, Pafúncio e Marocas).
Seu estilo de desenho influenciou consideravelmente inúmeros artistas, entre eles o belga Hergé, o criador do Tintim, que desenvolveu o estilo conhecido como linha clara.
Sepultado no Cemitério de Woodlawn.